# Hilda Gaxiola
Hilda Gaxiola Álvarez (Guamúchil, 14 juli 1972) is voormalig volleybal- en beachvolleybalspeler uit Mexico. Ze won een zilveren medaille bij de Pan-Amerikaanse Spelen en nam deel aan twee opeenvolgende Olympische Spelen.

## Carrière
Gaxiola won in 1993 in de zaal een zilveren medaille met de Mexicaanse vrouwen bij de Centraal-Amerikaanse en Caraïbische Spelen in Ponce. In 1999 begon ze haar internationale beachvolleybalcarrière aan de zijde van Teresa Galindo. Het duo nam dat jaar deel aan de wereldkampioenschappen in Marseille, maar wist niet door te dringen tot het hoofdtoernooi. Verder speelden ze zes wedstrijden in de FIVB World Tour waar ze tot vier vijf-en-twintigste plaatsen kwamen. Het jaar daarop deden ze mee aan elf toernooien in de mondiale competitie. Ze behaalden daarbij onder meer een zevende plaats in Dalian en een negende plaats in Berlijn. Daarnaast hadden ze zich geplaatst voor de Olympische Spelen in Sydney waar ze na twee wedstrijden werden uitgeschakeld. In november dat jaar werd Gaxiola met Selena Barajas nog dertiende bij het Open-toernooi van Fortaleza.
Van 2001 tot en met 2005 vormde ze een team met Mayra García. Het eerste seizoen bereikte het duo de achtste finale van de WK in Klagenfurt waar Eva Celbová en Soňa Nováková in twee sets te sterk waren. In de mondiale competitie kwamen ze bij tien toernooien tot een dertiende plaats in Macau. Het jaar daarop speelden ze elf internationale wedstrijden met een negende plek in Montreal als beste resultaat. Daarnaast wonnen ze de gouden medaille bij de Centraal-Amerikaanse en Caraïbische Spelen in San Salvador door de Venezolaansen Frankelina Rodríguez en Milagos Cova in de finale te verslaan. In 2003 namen Gaxiola en García in aanloop naar de WK deel aan tien FIVB-toernooien. Daarbij behaalden ze een vijfde (Bali) en vier negende plaatsen (Berlijn, Stavanger, Lianyungang en Milaan). Bij de WK in Rio de Janeiro bleven ze steken in de zestiende finale tegen You Wenhui en Wang Lu uit China. Bovendien won het duo zilver bij de Pan-Amerikaanse Spelen in Santo Domingo achter de Cubaansen Dalixia Fernández en Tamara Larrea.
Het daaropvolgende seizoen kwamen ze bij negen toernooien in de World Tour niet verder dan een dertiende plaats in Gstaad. Bij de Olympische Spelen in Athene strandden Gaxiola en García na drie nederlagen in de groepsfase. In 2005 deed het duo mee aan de WK in Berlijn; de tweede wedstrijd werd verloren van het Duitse tweetal Danja Müsch en Susanne Lahme waarna ze in de derde ronde van de herkansing werden uitgeschakeld door Efthalia Koutroumanidou en Maria Tsiartsiani uit Griekenland. Bij de overige elf toernooien in het internationale beachvolleybalcircuit was een negende plaats in Acapulco het beste resultaat. Na een pauze van een jaar speelde Gaxiola in 2007 en 2008 in totaal zes wedstrijden op mondiaal niveau met Rosario Reyes, waarna ze een punt achter haar beachvolleybalcarrière zette. 

## Palmares
Kampioenschappen zaal
- 1993:  Centraal-Amerikaanse en Caraïbische Spelen

Kampioenschappen beach
- 2001: 9e WK
- 2002:  Centraal-Amerikaanse en Caraïbische Spelen
- 2003:  Pan-Amerikaanse Spelen